# Ngo Quang Truong
Ngo Quang Truong (Cochinchina, 13 de dezembro de 1929 – Falls Church, 22 de janeiro de 2007) foi um comandante militar sul-vietnamita durante a Guerra do Vietnã.